# One Step More and You Die
One Step More and You Die è il secondo album in studio del gruppo musicale giapponese Mono, pubblicato nel 2002.

## Tracce
1. Where Am I – 2:41
2. Com(?) – 15:53
3. Sabbath – 4:50
4. Mopish Morning, Halation Wiper – 2:54
5. A Speeding Car – 8:50
6. Loco Tracks – 6:38
7. Halo – 7:42
8. Giant Me on the Other Side – 1:37

## Formazione
Gruppo
- Takaakira "Taka" Goto – chitarra, arrangiamento strumenti ad arco
- Tamaki – basso
- Yasunori Takada – batteria
- Yoda – chitarra

Altri musicisti
- Shika Udai – arrangiamento strumenti ad arco, violoncello
- Shouko Oki – violino
- Noriko Shibuta – violino
- Keiko Shiga – viola

Produzione
- Mono – produzione
- Masataka Saito – registrazione, missaggio
- Yuka Koizumi – mastering